# Cirriphyllum
Cirriphyllum ist eine Gattung der Laubmoose. Die einzelnen Arten sind gelblich bis grünlich gefärbt und bilden Rasen.

## Erkennungsmerkmale
Cirriphyllum-Arten bilden nur kriechende Stämmchen aus, die oft zahlreiche Ausläufer (Stolonen) ausbilden. Stämmchen- und Astblätter sind gleichartig gestaltet und eiförmig. Sie sind zudem flach, ganzrandig und nur selten gezähnelt. Vorne gehen die Blätter plötzlich in eine kurze oder lange Spitze über und besitzen an der Basis eine meist einfache, kurze Blattrippe. Das Blattzellnetz ist mit lang ausgezogenen (prosenchymatischen) Zellen versehen. Die Kapsel ist stets geneigt, der Kapselstiel (Seta) meist rau und der Kapseldeckel ist geschnäbelt.
Der plötzliche Übergang der Blätter in die lang ausgezogene Blattspitze unterscheidet Cirriphyllum-Pflanzen von denen der ähnlichen Gattung Brachythecium.

## Vorkommen
Vorkommen der Cirriphyllum-Arten befinden sich in der Holarktis und in Malaysia. In Europa findet man sie vor allem in Wäldern, aber auch an nährstoffreichen ruderalen Standorten.

## Systematik und Arten (Auswahl)
Nach der Systematik von Stech & Frey zählen weltweit 8 Arten zur Gattung Cirriphyllum, nachdem mehrere Arten zu anderen Gattungen überstellt wurden.
Im Gebiet von Deutschland, Österreich und der Schweiz sind die folgenden Arten vertreten:
- Cirriphyllum crassinervium (Dicknerviges Haarblattmoos)
- Cirriphyllum piliferum (Pinsel-Haarblattmoos)

Ehemals zu Cirriphyllum zählende Arten werden nunmehr wie folgt zugeordnet:
- Cirriphyllum cirrhosum – neu: Brachythecium cirrhosum
- Cirriphyllum germanicum – neu: Rhynchostegiella tenuicaulis
- Cirriphyllum reichenbachianum – neu: Sciuro-hypnum flotowianum
- Cirriphyllum tommasinii – neu: Brachythecium tommasinii